# Guilde (écologie)
En écologie, une guilde ou guilde écologique (GE) est un ensemble d'espèces appartenant à un même groupe taxonomique ou fonctionnel qui exploitent une ressource commune de la même manière en même temps, donc partageant la même niche écologique.

## Origine du concept
En 1967, Richard B. Root (en) est l'auteur d'une étude qui est à l'origine du développement du concept de « guilde » en écologie.

## Éléments de définition
On peut parler de guildes d'insectes, d'oiseaux (exemple : guilde d'oiseaux insectivores en forêt tropicale, de reptiles, plus rarement de mammifères (rongeurs ou chauve-souris dans une forêt par exemple).
Le terme guilde a d'abord été appliqué aux animaux (oiseaux, insectes), mais il est désormais aussi utilisé en microbiologie pour décrire des groupes fonctionnels de bactéries, archées ou champignons partageant une niche métabolique.

## Classification
Elles sont classées en fonction de :
- la manière dont elles acquièrent leurs nutriments ;
- leur état de mobilité ;
- leurs aliments.

Le nombre de guildes qui occupent un écosystème est l'un des indicateurs de sa richesse écologique, en termes de diversité biologique.